# Janusz Obodowski
Janusz Obodowski (ur. 2 stycznia 1930 w Siedlcach, zm. 14 sierpnia 2011 w Warszawie) – polski ekonomista i polityk. minister pracy, płac i spraw socjalnych (1980–1981), przewodniczący Komisji Planowania przy Radzie Ministrów (1982–1983) i wiceprezes Rady Ministrów (1981–1985).

## Życiorys
Syn Antoniego i Stanisławy. W 1954 r. ukończył studia w Szkole Głównej Planowania i Statystyki w Warszawie, w 1973 r. otrzymał stopień doktora nauk ekonomicznych. W 1953 r. został radcą Państwowej Komisji Planowania Gospodarczego, tamże od 1954 do 1957 był naczelnikiem wydziału zatrudnienia. Następnie do 1960 był wicedyrektorem departamentu w Ministerstwie Pracy i Opieki Socjalnej, do 1968 wicedyrektorem i dyrektorem zespołu w Komitecie Pracy i Płac, a do 1972 dyrektorem Komisji Planowania przy Radzie Ministrów.
W latach 1947–1948 należał do Organizacji Młodzieży Towarzystwa Uniwersytetu Robotniczego, a następnie do 1950 do Związku Młodzieży Polskiej. W 1948 wstąpił do Polskiej Partii Socjalistycznej, a następnie do Polskiej Zjednoczonej Partii Robotniczej. Od 1972 był podsekretarzem stanu w resorcie pracy, płac i spraw socjalnych, a od 21 listopada 1980 do 31 lipca 1981 był ministrem tegoż resortu w rządzie Józefa Pińkowskiego i Wojciecha Jaruzelskiego. Od 31 lipca 1981 do 12 listopada 1985 był wicepremierem i od 9 października 1982 do 22 listopada 1983 był również przewodniczącym Komisji Planowania przy Radzie Ministrów. W latach 1981–1983 przewodniczył Komitetowi Gospodarczemu Rady Ministrów, a w 1981 Operacyjnym Sztabem Antykryzysowym.
W 1983 r. wybrany w skład Krajowej Rady Towarzystwa Przyjaźni Polsko-Radzieckiej. Od 1983 do 1985 stały przedstawiciel Polski w Radzie Wzajemnej Pomocy Gospodarczej i przewodniczący Komisji Koordynacji Współpracy Gospodarczej i Naukowo-Technicznej z Zagranicą. Od 1986 do 1990 był ambasadorem PRL/RP w Niemczech Wschodnich.
Jego żoną była Grażyna Obodowska z domu Rudzka (1930-2011). Pochowany na Cmentarzu ewangelicko-augsburskim w Warszawie (aleja 34, grób 32).

## Odznaczenia[2]
- Order Sztandaru Pracy II klasy
- Krzyż Komandorski Orderu Odrodzenia Polski
- Krzyż Oficerski Orderu Odrodzenia Polski
- Krzyż Kawalerski Orderu Odrodzenia Polski
- Złoty Order „Gwiazda Przyjaźni między Narodami” (NRD, 1986)[3]